# 集議院
集議院（しゅうぎいん）は、明治政府が設けた国政諮問機関。

## 概要
1869年（明治2年7月）に政府は、公議所を改めて集議院とした（同時に待詔局を改めて、待詔院とし、また弾正台を設けた）。
公議所同様、立法および行政を含む国政全般についての審議を行った。議院は公議所から継続し、長官を議長と称した。公議所が議決機関としての性格を有し、自主的な建言も行っていたのに対し、集議院は太政官からの諮問への答申のみを行うようになり、諮問機関としての性格が強まった。
集議院の議決の採否の如何は太政官の任意であったため、議政権は萎縮した。
1871年以降会議は開かれず、同年8月左院所属となり、1873年6月に廃止された。